# Zuytdorp (schip, 1701)

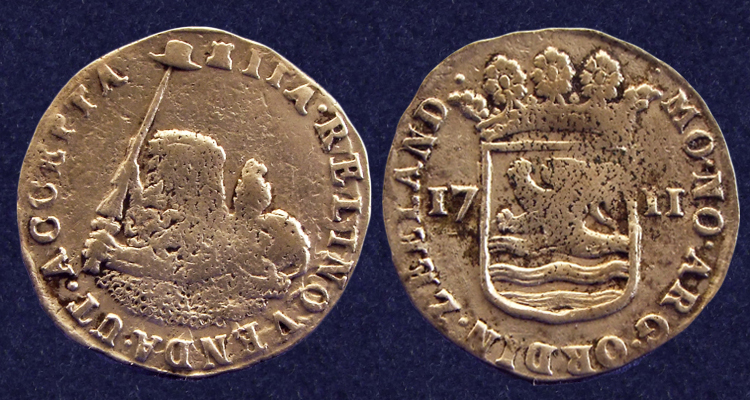
Zeeland, Hoedjesschelling (6-stuiver), geslagen in 1711, afkomstig van het VOC schip 'de Zuytdorp'

De VOC Zuytdorp (ook Zuiddorp naar een nog bestaand dorp in het zuiden van Zeeland, tegen de Belgische grens) was een 18e-eeuws schip van de Vereenigde Oost-Indische Compagnie.

## Beschrijving
Op 1 augustus 1711 vertrok het schip vanuit Nederland naar de haven van Batavia (nu Jakarta, Indonesië) met een lading van pas geslagen zilveren munten ter waarde van 250.000 guldens. De schipper was Marinus Wijsvliet. Aan boord bij vertrek uit Kaapstad waren er ongeveer 280 personen ingescheept.
Veel schepen in die tijd voeren via een "snelle route" naar Nederlands-Indië. Door gebruik te maken van de sterke passaat, voeren ze over de Indische Oceaan naar de westkust van Australië waar ze een bocht naar links maakten om zo in noordelijke richting naar Indië te gaan. De Zuytdorp is nooit aangekomen op zijn bestemming. Er werd geen zoektocht ondernomen, waarschijnlijk als gevolg van eerdere langdurige, maar vruchteloze pogingen om andere vermiste schepen te vinden. Van de bemanning werd nooit meer iets vernomen. Hun lot was onbekend tot in de 20e eeuw, toen het wrak werd ontdekt op een afgelegen deel van de West-Australische kust tussen Kalbarri en Shark Bay, ongeveer 40 km ten noorden van de Murchison River. Dit ruige gedeelte van de kust werd later uitgeroepen tot de Zuytdorp Cliffs.
In 1927 vond Tom Pepper enkele zilveren munten en de resten van een kampement op de toppen van de Zuytdorp Cliffs. Jaren later in 1954 ontmoette hij een geoloog, Phillip Playford, die hij vertelde over zijn vondst. Analyse van de munten maakte duidelijk dat ze uit het jaar 1711 stamden en in Nederland geslagen waren. Door vlak onder de vindplaats van het kampement te duiken werd het wrak van de Zuytdorp ontdekt. Vermoed wordt dat een groot aantal bemanningsleden erin slaagde om aan land te komen waarna zij zich gaandeweg vermengden met de oorspronkelijke bewoners van Australië.
Duiken naar het wrak is gevaarlijk en verboden. Het wrak en de omgeving zijn tot beschermd gebied verklaard, het Zuytdorp Nature Reserve. Ongeveer 1.300 artikelen afkomstig uit de Zuytdorp zijn te vinden in het Museum van West-Australië, WAM locatie Fremantle. Tussen Australië en Nederland is een overeenkomst gesloten: ANCODS (Agreement between Australian and the Netherlands Concerning Old Dutch Shipwrecks) over de bescherming van de Nederlandse scheepswrakken.  Behalve de Zuytdorp gaat het om op dit moment om de Batavia (1629), de Zeewijk (1726) en de Vergulde Draeck (1656). 

Aagtekerke · Akerendam · Amsterdam · Arnhem · Batavia · Bleijenburg · Concordia · De Dry Heuvels · De Dry Papegaijtiens · Dromedaris · Duyfken · Eendracht · Eendraght · Fortuyn · Geldermalsen · Gouden Buys · Goudriaan · 't Gulden Zeepaert · Halve Maen · Hof van Zeelandt · Hollandia · Landskroon · Leeuwin · Magdalena · Mauritius · Meermin · Midloo · Negotie · Nieuw Hoorn · Nieuwvliet · Nijenburg · Oude Zijpe (1711) · Oude Zijpe (1740) · Prins Willem · Rarop · Ravenstein · Ridderschap van Holland · Saerdam · Schiedam · Valkenbos · Vergulde Draeck · 't Vliegend Hert · Voetboog · Wapen van Amsterdam · 't Wapen van Hoorn · Westerbeek · Wimmenum · Zuytdorp · Zeewijk